# Référence nomade
La référence nomade, également appelée référence itinérante, est un modèle de service de bibliothèque dans lequel, au lieu d'être positionné à un bureau de référence statique, le bibliothécaire se déplace dans l'ensemble de la bibliothèque pour rejoindre les usagers ayant des questions ou des préoccupations et leur offrir de l'aide pour trouver ou utiliser les ressources de la bibliothèque.

## Histoire
La référence nomade en tant que pratique de service de bibliothèque est formalisée pour la première fois à la fin des années 1980 et au début des années 1990. 
Un rapport de 1999 de la Fédération internationale des associations de bibliothèques  identifie plusieurs avantages et inconvénients avec des références itinérantes à l'ère pré-mobile. Le modèle itinérant permet aux bibliothécaires de dialoguer avec « la majorité des utilisateurs qui ont des questions en tête [qui] ne s'adressent pas au bureau de référence pour obtenir de l'aide ». Cependant, les bibliothèques soulignent que certains membres du personnel ne sont pas à l'aise avec cette pratique et qu'il y avait des inquiétudes quant à la confidentialité des utilisateurs.
À partir des années 2000, les bibliothécaires ont utilisé des ordinateurs portables ou des chariots pour ordinateurs portables pour s'engager dans une pratique de référence nomade assistée par la technologie. 

## Description
Depuis le développement des technologies mobiles, la référence nomade peut être facilitée par l'utilisation de ces technologies, telles que les tablettes électroniques, qui permettent aux bibliothécaires de consulter facilement le catalogue d'accès public en ligne ou les bases de données électroniques de la bibliothèque lorsqu'ils ne sont pas à leur bureau. Ce nouveau contexte contribue à une popularité accrue des programmes de référence nomade en tant que compléments aux bureaux de référence plus traditionnels. Le modèle a également été étendu au service au-delà du bâtiment de la bibliothèque (services hors les murs), par exemple dans un dortoir ou un bâtiment de faculté dans un établissement universitaire.
En contexte de bibliothèque universitaire, des travaux récents suggèrent que ce modèle de service augmente le nombre d'interactions et de questions  de référence; il permet d'identifier les obstacles et les difficultés rencontrées par les étudiants (logiciels courants, logiciels de productivité, lprogiciels) ou avec le matériel informatique défectueux. Les données accumulées mettent aussi en évidence la capacité des bibliothécaires à résoudre plusieurs de ces problèmes auxquels font face les usagers.
Le modèle peut être offert de façon hybride ou exclusivement nomade. La nature de l'espace de la bibliothèque, son architecture, contribue à façonner la qualité du service de référence nomade.
Dans le contexte français, on parle d' « accueil mobile » ou de « bibliothécaire volant ».